# Island (dikt)
För andra betydelser, se Island (olika betydelser).

Island är en dikt av Albert Ulrik Bååth som tonsatts av Henrik Möller.
Texten beskriver Island mytiskt. Den återges här med modern stavning; bilden till höger visar originalet. Den ursprungliga titeln ”Till Island” ändrades ganska tidigt och dikten har sedan, framför allt i musikaliska sammanhang, kallats ”Island”. Stavrim används flitigt i verserna (se t.ex. andra strofens ”Dväljs än i dalar dådstort ett släkte”), antagligen som en anspelning på den isländska diktartraditionen.

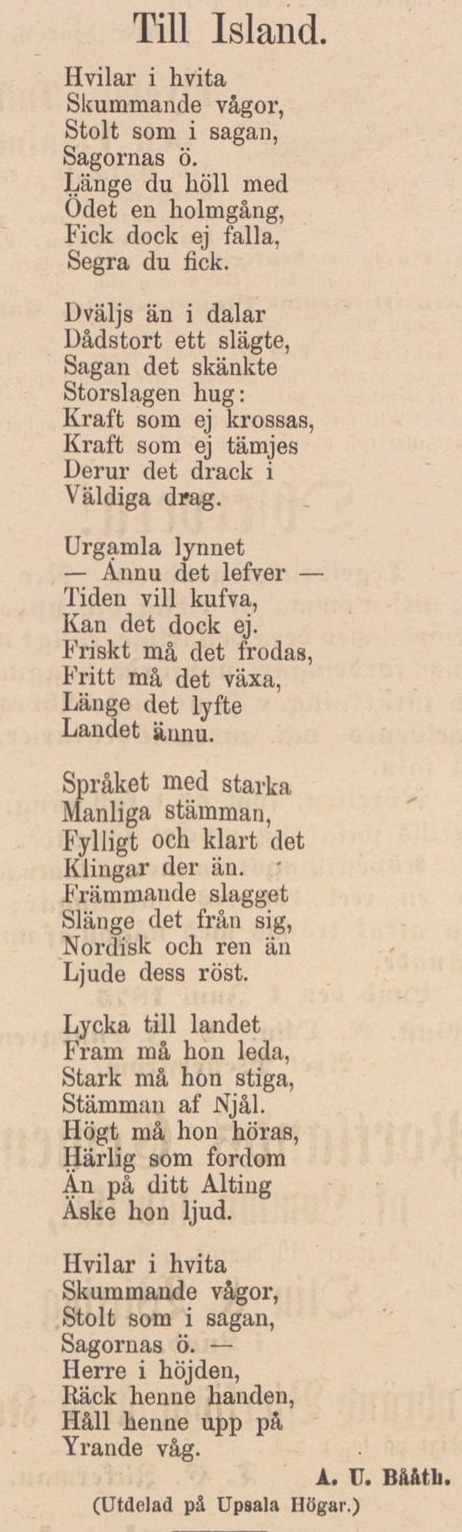
Dikten ”Till Island” som den publicerades i Lunds Weckoblad den 10 juni 1875.

Island

Vilar i vita
skummande vågor,
stolt som i sagan,
sagornas ö.
Länge du höll med
ödet en holmgång,
fick dock ej falla,
segra du fick.
Dväljs än i dalar
dådstort ett släkte,
sagan det skänkte
storslagen hug:
kraft som ej krossas,
kraft som ej tämjes
därur det drack i
väldiga drag.
Urgamla lynnet
— ännu det lever —
tiden vill kuva,
kan det dock ej.
Friskt må det frodas,
fritt må det växa,
länge det lyfte
landet ännu.
Språket med starka
manliga stämman,
fylligt och klart det
klingar där än.
Främmande slagget
slänge det från sig,
nordisk och ren än
ljude dess röst.
Lycka till landet
fram må hon leda,
stark må hon stiga
stämman av Njål.
Högt må hon höras,
härlig som fordom
än på ditt Alting
äske hon ljud.
Vilar i vita
skummande vågor,
stolt som i sagan,
sagornas ö. —
Herre i höjden,
räck henne handen,
håll henne upp på
yrande våg.

## Manskör
Dikten tonsattes år 1885 (möjligtvis tidigare) av Henrik Möller (1852-1918), som då ledde Lunds Studentsångförening. En recensent skrev följande samma år: ”…hr Möller [har] lemnat flere vackra prof på sin musikaliska begåfning i kompositioner för manskör, bland hvilka »Island» till ord af Å. U. Bååth särskildt röjer en talent, som under gynsamma omständigheter skulle kunnat utbildas till något betydande.”
Möllers tonsättning är ännu populär bland särskilt akademiska manskörer.

### Fotnoter
1. ↑  A.U. Bååth (10 juni 1875). ”Till Island”. Lunds Weckoblad (Adolf Mathson).
2. ↑  ”Dikter i urval”. Projekt Runeberg. https://runeberg.org/diktbaat/0176.html. Läst 24 november 2023.
3. ↑  ”Henrik Möllers afskedskonsert i Lund”. tidningar.kb.se. 21 november 1885. https://tidningar.kb.se/4112787/1885-11-21/edition/153666/part/1/page/3. Läst 24 november 2023.
4. ↑  ”Island”. discogs.com. https://www.discogs.com/release/10916944-Lunds-Students%C3%A5ngare-Lunds-Students%C3%A5ngare-Sjunger-In-V%C3%A5ren. Läst 24 november 2023.